# Gruening-Gletscher
Der Gruening-Gletscher (in Chile Ventisquero Gruening ‚Gruening-Schneegrube‘) ist ein ausladender Gletscher an der Black-Küste des Palmerlands auf der Antarktischen Halbinsel. Er fließt in südöstlicher Richtung zwischen steilen Felswänden zum nordwestlichen Teil des Hilton Inlet.
Wissenschaftler der United States Antarctic Service Expedition (1939–1941) entdeckten ihn bei einem Überflug von der East Base am 30. Dezember 1940. Das Advisory Committee on Antarctic Names benannte ihn 1947 nach dem US-amerikanischen Politiker Ernest Gruening (1887–1974), von 1934 bis 1939 Direktor der Division of Territories and Island Possessions of the Department of the Interior und Exekutivmitglied im Ausschuss des USAS.